# Chassalia tahanica
Chassalia tahanica är en måreväxtart som först beskrevs av Ian Mark Turner, och fick sitt nu gällande namn av Aaron Paul Davis. Chassalia tahanica ingår i släktet Chassalia och familjen måreväxter. Inga underarter finns listade i Catalogue of Life.